# かみじょうたけし
かみじょう たけし（1977年12月31日 - ） は、日本のピン芸人。兵庫県津名郡一宮町（現在の淡路市）出身。津名高等学校、龍谷大学文学部卒業。
身長170cm、体重50kg。血液型はA型、 星座はやぎ座。松竹芸能所属。2017年7月18日から「高校野球発祥の地・豊中市 応援団長」。

## 人物・来歴
- 淡路観音の左脚の麓で生まれ育つ。実父の上条菊次郎[4]はかつて、一宮町の町議会議員を歴任。また、介護福祉士の姉、2歳年下の介護福祉士の妹が[5]、従兄弟（実父の妹の息子）にヒデオ銀次（吉本興業所属の演歌歌手）[6]がいる。
- 津名高校の2年生だった1995年1月17日に阪神・淡路大震災の発災へ遭遇するまでは、一宮町の実家（2階建ての一軒家）で両親や妹と同居していた。
  - 阪神・淡路大震災発災時刻の午前5時46分には、かみじょうをはじめ、家族が実家の2階で就寝中だった。幸いにも全員難を逃れたものの、実家の1階部分が地震の影響で倒壊。また、近所に住んでいた幼なじみ（実妹の同級生に当たる少年とその妹）を近隣の住民ぐるみで助け出したが、いずれも病院への搬送後に死亡が確認された。ちなみに実家は、罹災状況調査で「全壊」と判定されたため、後に解体されている[5]。
  - 実父の菊次郎は、阪神・淡路大震災の発災時点で一宮町議会の現職議員であった。このため、当時町内で不足していた仮設住宅への入居を他の被災者に優先させるなど、発災の直後から町の復旧や生活再建に奔走した。その影響で、両親と実妹は、町内の被災者で最後に仮設住宅へ入居。かみじょう自身は、津名高校を卒業するまで同校に近い親族の自宅へ身を寄せると、淡路島を離れて京都市の龍谷大学へ進学した。現在でも、震災の発災日が近付く頃に、メディアを通じて当時の体験談を明かすことがある[7]。
- 松竹芸能在籍歴では海原はるか・かなた（移籍）、パピヨンズ（旧名：ミヤ蝶美・蝶子、再結成）と同期にあたる。
- 龍谷大学時代に落語研究会に所属して漫才コンビを組むも、パッとせずに解散し退部。アルバイト先の競輪場で知り合った大学の先輩・佐野玄に誘われて「ロビンス」を組み、松竹芸能に入る。2003年に今宮子供えびすマンザイ新人コンクールにて福娘大賞を受賞するも、2006年に解散した。佐野は解散後、ロサンゼルスに移住している。
- 現在の妻（美容師）との結婚を決めたのは、芸人としての知名度がまだ低い時期で、芸人としての主な仕事は『こんちわコンちゃんお昼ですょ!』（MBSラジオ）で「かみじょうたけしの2府4県商店街すごろく巡り」（週1日放送の生中継企画）のリポーターを務める程度であった。妻の実家へ結婚の挨拶に出向いたところ、最初こそ妻の両親がかみじょうの仕事（お笑い芸人）を心配していたものの、やがて妻の実父が同番組のヘビーリスナーであることが判明。かみじょうの氏名やキャラクターも上記の企画を通じて知っていたため、「あのかみじょう君!?それなら大丈夫や!」という理由で結婚をあっさりと承諾したという[8]。結婚記念日を意図的に先輩の森脇健児の誕生日と同じ2月5日にする。結婚後の2012年5月に、阪神ファンの第一子（男児）が誕生[9]。
- 松竹芸能の若手芸人で構成されている「劇団タノシイ」に参加している。

### 野球との関わり
- 徳島商業高校や中日ドラゴンズの投手として活躍した板東英二のモノマネを、十八番にしていることで知られる。現役引退後にタレントや野球解説者へ転身した板東本人と、番組やイベントで共演する機会も多い。2014年度のナイターオフ期間にMBSラジオで放送された自身の冠番組には、当時板東が「ブレイクしたいねんっ!」という言葉を頻繁に使っていたことにちなんで、『かみじょうたけしのブレイクしたいねんっ!』というタイトルが付けられた。ただし、板東が自身の不祥事で芸能活動を休止していた2013年頃には、かみじょうもモノマネの披露を自粛している。
- 「高校野球を語らせたら右に出る者はいない」と言われるほど、高校野球の事情に詳しい。関西地方では、夏の選手権地方大会から本大会までの期間中に、仕事の合間を縫って毎日のように球場で試合を観戦。同じ球場で1日に複数の試合を観戦したり、地方大会が開かれる複数の球場を早朝から行脚したりした後に、夕方から番組・イベントへの出演や舞台に臨むこともある。
  - 高校野球に興味を持ち始めたきっかけは、小学6年生だった1989年夏の選手権兵庫大会で、後に進学する津名高校の硬式野球部が準決勝まで進出したことにある。準決勝の会場が明石海峡をはさんで淡路島に面する明石市の明石球場（現在の明石トーカロ球場）であったことから、当日は実父と共に同球場で観戦。津名高校は1 - 2というスコアで惜敗したものの、対戦相手の神戸弘陵高校が決勝戦で神港学園高校に大勝して本大会へ出場した。そこで、「津名に勝った神戸弘陵高校の試合を見に甲子園球場へ行こう」という実父の誘いを受けて、初めて同球場へ足を運んだという[10]。
- 「元・高校球児」と思われがちだが、野球のプレー歴は短く、小学生時代に「いざなぎクラブ」（地元の少年野球クラブ）に小4から小6まで3年間在籍しただけで引退している[10]。もっとも、スポーツ万能で、中・高校生時代にはソフトテニス部の主将として活動。龍谷大学にもスポーツ推薦で入学した。ピン芸人として松竹芸能に所属してからも、先輩芸人の森脇健児がプライベートで創設した「陸上競技部」へ、真っ先に参加している。
  - 津名高校の2年生だった1995年には、阪神・淡路大震災の発災3日後（1月20日）に、兵庫県代表の選手として滋賀県立長浜ドームでソフトテニス近畿大会の団体戦に臨んだ。震災の影響で同県の代表から個人戦への出場を辞退した選手が相次ぐ状況で出場したものの、団体戦の結果は全6位中5位で、全国大会への出場に至らなかった[7]。
- 中・高校生時代にはソフトテニス部の活動で忙しく、高校野球については、部活動の合間に試合のテレビ中継を見る程度だったという。しかし、龍谷大学への進学を機に、兵庫県立鳴尾高等学校（西宮市）の近くでひとり暮らしをスタート[10]。大学からの距離が遠い一方で、甲子園球場に近いことから、「高校野球を観戦しながらお金を稼げる」という理由で夏の選手権本大会期間中に場内で「売り子」のアルバイトを始めた。1998年夏の選手権本大会期間中にも「売り子」を担当していたが、延長17回にまで及んだ準々決勝のPL学園対横浜戦（8月20日）をはじめ、後世にまで語り継がれるほどの名勝負や「松坂世代」の選手を次々と間近で目撃。この大会を境に、高校野球へ深くのめり込むようになったという[11]。
- 最も熱心に応援している高校は智辯和歌山高校で、校歌をフルコーラスで諳んじられるばかりか、6月の練習メニューまで知っている。
- 2014年に『雨上がり決死隊のトーク番組アメトーーク!』（テレビ朝日）の「高校野球大大大好き芸人」第1回へ出演。放送からの2日間でtwitter公式アカウントのフォロワーが1,000人増えるなど、大きな反響を呼んだ。「高校野球大大大好き芸人」には、2015年以降の放送にも出演を継続。高校野球の観戦で甲子園球場を訪れるたびに、球場から最も近い甲子園駅（阪神電鉄本線）から球場までの移動中に、現役の高校球児、出場校の応援団員、熱烈な野球ファンに次々と取り囲まれるほどの人気を得ている。
  - 「高校野球大大大好き芸人」というキャラクターが高校野球ファンを中心に広く認知されてからは、『アメトーーク!』などの高校野球関連企画・番組へ出演する際に、野球のユニフォームを衣装代わりに着用する機会が増えている。また、高校野球の楽しさを伝えるために、『甲子園（笑）伝説!』を2011年に文芸社より出版した。ちなみに、MBSラジオから放送する高校野球関連番組・企画へ出演する場合には、森本栄浩（毎日放送アナウンサー）・市川いずみ（フリーアナウンサー）と共に「関西高校野球三羽烏」（実質MBSラジオ限定ユニット）と称している。
  - 高校野球熱の高さは芸風にも波及。高校野球の「名将」と呼ばれる監督のモノマネも十八番にしている（詳細後述）。かねてから時折披露していた吉田洸二（長崎県立清峰高校硬式野球部の前監督で、現在は山梨学院高校硬式野球部の監督）のモノマネを、清峰高校硬式野球部OBのバブルズマンション池田和希（在籍中に吉田の下で夏の選手権本大会へのベンチ入りを果たしたよしもとクリエイティブ・エージェンシー所属のお笑い芸人）から絶賛されたことで自信を深めた。
- 夏の選手権が第100回の記念大会として開かれた2018年には、6月26日に「神戸新聞NEXT」（『神戸新聞』の電子版）の一日編集長に就任。この年は兵庫大会が東兵庫大会と西兵庫大会に分かれたことから、両大会のPRを兼ねて、同日開かれた大会の組み合わせ抽選会の結果から両大会の見どころを速報記事で紹介した[12]。両大会の期間中には、「神戸新聞NEXT応援団長」にも就任したうえで、「熱血解説」と称して観戦記や大会後半の展望を連日披露している[13]。
- ピン芸人として関西地方を中心に活動していながら、本拠地が東北地方（宮城県仙台市）にある東北楽天ゴールデンイーグルスのファンであることを公言。2005年4月26日、グリーンスタジアム神戸で2005年のロゴ入りの楽天のユニフォームを見て、インスピレーションを感じユニフォームを買いファンになる。プライベートでも楽天のユニフォームを愛用しているほか、Rakuten.FM TOHOKU（楽天球団が仙台市内で運営するコミュニティFM局）の球団関連番組や球団主催のイベントへ出演するなど、仙台近辺の仕事も年々増やしている。2017年からは、球団主催のオープン戦や公式戦で随時始球式を務めるほか、球団のファンを代表して「文春野球コラム」へ参加している。
  - 最初に始球式を任されたのは、明石トーカロ球場で2017年3月14日に開かれた広島東洋カープとのオープン戦だった。毎年この球場での楽天主催オープン戦でメインスポンサーに付いている企業の社長からの打診によるものだったが、十八番にしている板東の好物がゆで卵であることにちなんで、始球式の前に「ボールとゆで卵を間違う板東のモノマネ」の披露を目論んでいた。その旨を試合当日に球団関係者へ打診したところ、「普通にボールを投げるだけで結構」と釘を刺されたため、モノマネの披露は幻に終わった。しかし、同年4月21日の対オリックス・バファローズ戦では、本拠地（当時の球場名は「楽天Koboスタジアム」）で開催される公式戦で初めての始球式を任された。オープン戦での始球式の顛末を「文春野球コラム」で明かした[14]ところ、球団社長の立花陽三が関心を示したことから、立花のオファーで公式戦での始球式の登場に至った[15]。

## ものまねレパートリー
高校野球監督
- 「とんねるずのみなさんのおかげでした」内のコーナー『博士と助手〜細かすぎて伝わらないモノマネ選手権〜』第7回大会に出場し、愛媛済美高校・上甲正典監督のモノマネを披露した。なお、上甲監督はかみじょうの大学の先輩でもある。
- 高野連・牧野直隆元会長
- 星稜・山下智茂元監督
- 八重山商工・伊志嶺吉盛監督
- 清峰→山梨学院・吉田洸二監督
- 大阪桐蔭・西谷浩一監督
- 智辯学園→智辯和歌山・高嶋仁元監督
  - 智辯和歌山の応援団によくある風景（代走みつくにと共に）

プロ野球選手
- 板東英二
- 掛布雅之
- 吉田義男
- パンチ佐藤

俳優
- 西田敏行
- 風見しんご（顔マネ）
- ドラマ『JIN-仁-』より、桐谷健太・内野聖陽
- ドラマ『半沢直樹』より、及川光博・片岡愛之助・滝藤賢一
- ドラマ『ドラゴン桜』より、阿部寛

アナウンサー
- 宮根誠司（顔マネ）
- 近藤光史
- 山崎弘士
- 関野浩之

お笑い芸人・タレント・落語家
- 森脇健児
- 吉田敬（ブラックマヨネーズ）
- さかなクン
- 2代目桂春蝶（レパートリーではないが、息子の3代目春蝶からガリガリに痩せていた頃のかみじょうの容姿が父親に似てると言われたことがある）
- 内海英華（小川恵理子もかみじょうから指導を受け、英華の公認をもらっている）

音楽家
- 西浦達雄
- 長渕剛

その他のレパートリー
- 原健三郎（故郷選出の政治家）

## 出演作品

### ライブ
- チェ・ゲバラジオ
- Bステ など
- 音笑夜(オワラナイト)ラジオ　西浦達雄と松原タニシ他

## 出演番組

### テレビ
- 知ってマル得情報（豊中・池田ケーブルネット）
- 博士と助手〜細かすぎて伝わらないモノマネ選手権〜（フジテレビ） 第7回2005/12/29・第9回2006/09/28に出場
- わらいのちから（ケーブルウエスト）
- ますだおかだ角パァ!（ABCテレビ）
- ザ・イロモネア（TBS）　『ゴールドラッシュ』に出演。1週目クリア。
- 笑っていいとも! （フジテレビ、2008年1月23日、イケメンパラダイス）
- エンタの神様 （日本テレビ、2008年5月3日）　キャッチコピーは「多似声の追跡者」
- 虎の門（テレビ朝日、2008年6月7日） - 「あの人ならこんなこと言いそうだな選手権」
- 爆笑レッドカーペット（フジテレビ、2009年7月4日）キャッチコピーは「板東英二公認」
- お笑いメリーゴーランド（TBS）
- ジャイケルマクソン（MBSテレビ）
- 初詣!爆笑ヒットパレード2010（フジテレビ、2010年1月1日）
- ドラマ 新・ミナミの帝王（関西テレビ、2010年9月21日） - 裏カジノの客 役
- 雨上がり決死隊のトーク番組アメトーーク!（テレビ朝日）
  - 高校野球大大大好き芸人 - 2014年7月31日・2014年8月6日・2015年7月18日・2016年7月16日・2017年7月9日
  - 世界野球プレミア12 侍ジャパン応援芸人 - 2015年11月5日
  - 東北楽天ゴールデンイーグルス芸人 - 2018年4月29日
  - 高校野球大大大大大好き 栄冠は君に輝くSP - 2018年7月29日
  - 高校野球大好き芸人・延長戦　横浜高校　松坂大輔芸人 - 2018年8月2日
- パ・リーグ党芸人座談会（関西テレビ）
- HAPPY MONDAY BASEBALL 今週のプロ野球とことん予想（BSスカパー、2016年3月 - ） - プレゼンター
- ジェイコムアワー 街ネタ天国（J:COMチャンネル）[16]
- 日曜もアメトーーク!（2017年2月5日、テレビ朝日・ABC系） - 大谷翔平スゴイぞ芸人
- 高校野球ハイライト ドラマティックナイン（奈良テレビ放送、2017年）[17]
- センバツ90回 輝け!関西の球児たち（2018年3月21日、NHK総合大阪）
- 高校野球開幕直前SP 渡部・ザキヤマの高校野球研究部2 ～99回大会の見どころ発表会～（2017年8月5日、ABCテレビ） - 高校野球研究部部員
- 情報スタジアム 4時!キャッチ（サンテレビ）水曜レギュラーコメンテーター[18] 16:00-17:00
- 高校野球道（広島ホームテレビ）
  - 100回大会記念～激闘、広島列伝（2018年7月18日）
  - 聖地甲子園めぐり（2018年8月1日）
- カープ道（広島ホームテレビ）
  - #110 ｢Carp選手が刻んだ夏の記憶｣ （2018年7月25日）
- ひろしま深掘りライブ フロントドア（2018年8月4日、広島ホームテレビ） かみじょうたけしが広陵高校を分析
- 高校野球開幕直前SP 渡部・ザキヤマの高校野球研究部3 甲子園アイドルベスト100!（2018年8月4日、ABCテレビ） - 高校野球研究部部員
- 関西人甲子園伝説（2018年8月4日、NHK総合 ※除く北海道・愛媛）
- 連続テレビ小説『エール』第97話「栄冠は君に輝く」（2020年10月27日、NHK総合） - 阪神甲子園球場の職員役
- 下剋上球児最終話「絆が繋いだ奇跡…最高の仲間と甲子園へ」（2023年12月17日、TBS） - 観客役[19]

### ラジオ
- こんちわコンちゃんお昼ですょ!（MBSラジオ、2009年4月 - 2015年3月）水曜→木曜リポーター
- 上泉雄一のええなぁ!（MBSラジオ、2015年4月 - 2018年9月）金曜コーナーレギュラーで、降板後もゲスト扱いで随時出演。
- MBSベースボールパーク番外編（MBSラジオ）[20]　日曜放送時に出演
- 新春スーパーワイド第2部「森脇健児の新春!!走るラジオ2014」（ABCラジオ、2014年1月1日）森脇健児、小川恵理子と共演
- 森脇健児≪村≫〜モリワキケンジビレッジ（ラジオ関西）
- かみじょうたけしのブレイクしたいねんっ!（MBSラジオ「茶屋町プレミアムナイト」2014年度金曜第2部）
- よなよな…（ABCラジオ、2014年12月1日）カンボジア滞在中の森脇の代役を小川と共に担当
- Monday! SPORTS - JAM（ABCラジオ、2015年から全国高等学校野球選手権大会の前後を中心に年数回出演）
- with Tigers MBSベースボールパーク みんなでホームイン!（MBSラジオ）水曜・日曜レギュラー
- 桑原征平粋も甘いも（ABCラジオ、2016年7月20日）
- かみじょうたけしのなニシにキタん!（Rakuten.FM TOHOKU）
- かみじょうたけしのワシワシイーグルス（Rakuten.FM TOHOKU）
- 滝トールのおつかれさん!（KBS京都）ピンチヒッター
- 武田和歌子のぴたっと。（ABCラジオ）2015年8月24日からゲストで数回登場した後に、2019年4月から2020年9月まで、毎月第3木曜日にコーナーレギュラーとして出演。
- ドラ魂キング（CBCラジオ）2019年10月15日から月に1回のペースで出演。
- 恵理子とかみじょう　初球セーフティバント！！（Radiotalk、2021年 - ）2023年5月7日には『MBSベースボールパーク番外編』20時台で同番組の地上波進出企画が組まれた。

## 連載
- かみじょうたけしの内にズバッと!!（デイリースポーツ）
- 文春コラムペナントレース2018 - かみじょうたけし（文春オンライン、ペナントレース2017年、ペナントレース2018年）

## 書籍
著書
- 甲子園（笑）伝説!（2011年7月16日、文芸社）ISBN 978-4286101446

関連書籍
- “高校野球史研究家”森岡浩著「甲子園 運命の一球」（2018年6月27日、エイ出版社） - コーナー「高校野球芸人が選ぶ甲子園のディープな楽しみ方」をかみじょうたけしが担当[21]　ISBN 978-4777951406

## プロデュース
- かみじょうたけしプロデュース 高校野球グッズ（「第89回選抜高等学校野球」期間中、阪神甲子園球場内のグッズショップにて数量限定販売）[22]
フェイスタオル、ハーフタオルハンカチ、クリアファイル、缶バッジ2個セット、アクリルキーホルダー、定規、クッションキーチェーンの全7アイテム[22]

## イベント
- 全国高等学校野球選手権大会直前!高校野球大好きタレントトークライブ（2017年7月30日、会場：兵庫・甲子園歴史館）
- 京都国際マンガ・アニメフェア2017(京まふ)「花鈴のマウンド芸人」ステージイベント（2017年9月16日・17日、会場：みやこめっせ）
- 文春野球コラムペナント会議2018夏 〜これからどうなる文系野球〜（2018年7月12日、会場：渋谷LOFT9）[23]